# Koprofili
Koprofili (av grekiska kopros, ”exkrementer”, och philia, av philos, ”älskad”, ”kär”, ”vän”) är sexuell attraktion till avföring.
Det engelska ordet scat eller scatsex har på senare år kommit att användas i svenskan, i den terminologi som används bland dem som uppfattas av samhället som sexuellt perversa. Ordets engelska ursprung är som beteckning på djurs fekala lämningar, det vill säga i allmänhet det som kallas spillning. Med tiden utvecklades detta ord till att bli mer eller mindre synonymt med koprofili – sexuell tillfredsställelse med hjälp av avföring. Det är i denna betydelse som ordet används som slang i svenskan.